# Grand Forks International Airport

i7
i11
i13

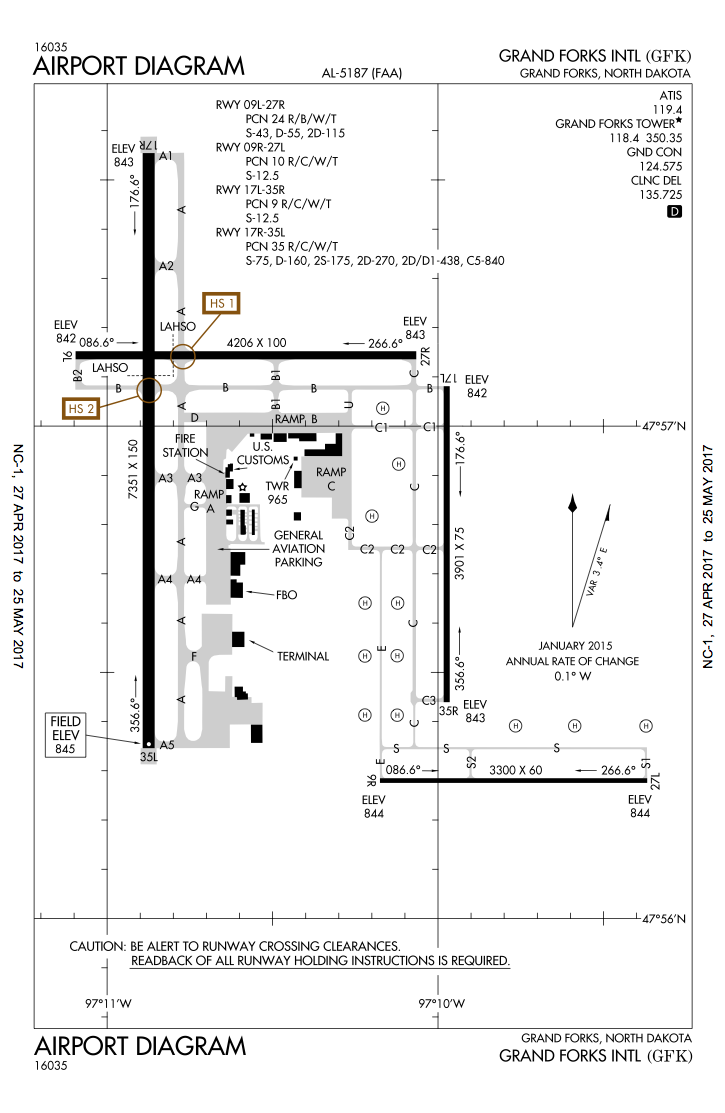

Der Grand Forks International Airport (IATA-Code: GFK, ICAO-Code: KGFK) ist der Flughafen der Stadt Grand Forks im Grand Forks County im Osten des US-amerikanischen Bundesstaates North Dakota. Der Grand Forks International Airport ist der wichtigste Knotenpunkt des Luftverkehrs der Metropolregion Greater Grand Forks sowie der angrenzenden Gebiete im Osten North Dakotas und Nordwesten Minnesotas.
Der Flughafen wird von der Grand Forks Regional Airport Authority betrieben, einem gemeinsamen Gremium der Stadt Grand Forks und des Grand Forks County.
Von den 967 Flugbewegungen pro Tag sind 71 Prozent der Allgemeinen Luftfahrt und 28 Prozent dem Lufttaxiverkehr zuzuordnen. Linienflüge machen etwas weniger als ein Prozent aus. Daneben gibt es noch einige militärische Flugbewegungen. Der weitaus größte Teil der Flugbewegungen wird von der und für die John D. Odegard School of Aerospace Sciences der in Grand Forks ansässigen University of North Dakota betrieben. Der Titel Internationaler Flughafen basiert auf den grenzüberschreitenden Flugbewegungen der Allgemeinen Luftfahrt einschließlich der dafür notwendigen Zoll- und Grenzabfertigungseinrichtungen.

## Lage
Das Flughafengelände liegt 12,9 km westlich von Grand Forks. Der U.S. Highway 2 führt unmittelbar am Flughafen vorbei. Wenige Kilometer östlich des Flughafens verläuft die Interstate 29, die die kürzeste Verbindung von Kansas City in Missouri nach Winnipeg in der kanadischen Provinz Manitoba bildet.

## Ausstattung
Der Flughafen verfügt über vier Start- und Landebahnen, von denen die längste einen Asphaltbelag hat. Die anderen drei haben einen Betonbelag. Es gibt einen Passagierterminal mit Gepäckförderanlage und zwei Fluggastbrücken. Mehrere Mietwagenfirmen haben Stützpunkte im Empfangsgebäude.

## Fluggesellschaften und Flugziele
- Allegiant Air – Las Vegas, Orlando-Sanford, Phoenix-Mesa
- Delta Connection – betrieben von Pinnacle Airlines – Minneapolis-Saint Paul
- Delta Connection – betrieben von SkyWest Airlines – Minneapolis-Saint Paul
- United Express – betrieben von SkyWest Airlines – Denver[3]

### Frachtgesellschaften
- FedEx – nach Memphis und Sioux Falls
- FedEx Feeder (betrieben von Corporate Air) – nach Minot, Bismarck, Dickinson, Williston, Fargo, Thief River Falls, Bemidji
- Alpine Air Express – nach Bismack